# Pierzchnianka (dopływ Pilicy)
Pierzchnianka (Pierzchnia) – rzeka, prawy dopływ Pilicy o długości 28,93 km i powierzchni zlewni 163,8 km². 

## Przebieg
Bierze swój początek w okolicach wsi Grotki. Początkowo płynie w kierunku wschodnim, przez miejscowości: Bukówno, gdzie wpada do niej Dopływ spod Czarnocina oraz Rogolin, gdzie wpada Dopływ spod Ratoszyna i Dopływ spod Ludwikowa, zwany też Ślepianką. Następnie przepływa przez Pierzchnię, po czym skręca na północ i mija wsie: Stawiszyn (gdzie wpada do niej Dopływ spod Kolonii Kożuchów, zwany też Branicą) oraz Suski Młynek. W okolicach Białobrzegów przepływa pod drogą krajową nr 48, przyjmuje Dopływ spod Wyśmierzyc, zwany też Korzeniówką i Dopływ spod Kamienia, by ok. 2 km dalej wpaść do Pilicy.

## Stan wód
Zlewnia Pierzchnianki znajduje się w jednolitej części wód powierzchniowych "Pierzchnianka" (kod RW200010254949). Stan JCWP jest monitorowany w miejscowości Białobrzegi w ramach PMŚ. Według danych GIOŚ z lat 2016-21 stan rzeki Pierzchnianki jest zły.
Na zły stan wód składają się następujące przekroczenia:
- Stężeń benzo(a)pirenu, benzo(b)fluorantenu, benzo(g,h,i)perylenu i fluorantenu w wodzie oraz difenyloeterów bromowanych i heptachloru w biocie - substancji priorytetowych w dziedzinie polityki wodnej;
- Stężeń niektórych związków biogennych: azotu azotanowego, azotu azotynowego i azotu ogólnego (przekroczenia II klasy);
- Wskaźników biologicznych (stan fitobentosu w III klasie).

Głównymi czynnikami składającymi się na zły stan wód są: depozycja sucha i mokra (zanieczyszczenia WWA), a także zanieczyszczenia obszarowe azotanami, wskutek intensywnej działalności rolniczej (uprawy papryki pod tunelami foliowymi) w zlewni, także w strefie buforowej w obrębie cieku, co zostało potwierdzone badaniami w górnym biegu Pierzchnianki.